# Евай
Евай (на френски: Aywaille, [ewaj]) е селище в Югоизточна Белгия, окръг Лиеж на провинция Лиеж. Населението му е около 11 900 души (2015).

## География
Евай е разположен на 252 m надморска височина, на брега на река Амблев и на 20 km югоизточно от центъра на град Лиеж.